# Edifici Catalunya Ràdio
L'Edifici Catalunya Ràdio és una obra de Girona inclosa a l'Inventari del Patrimoni Arquitectònic de Catalunya.

## Descripció
Es tracta d'un edifici de composició classicitzant, de planta rectangular a la planta baixa. La resta és de planta en forma de L, sobresortint fins a nivell de façana el costat esquerre, i creant una terrassa a nivell de planta. El cos esmentat, surt de la simbiosi d'un paral·lelepípede i una galeria d'un cos més alt. Aquesta galeria s'uneix amb el cos de la L més endarrerit. És de cinc plantes, sense planta baixa, i es clou amb un ràfec volat i teulat a dos vessants. El cos de la façana, és de quatre plantes i està compost de sòcol de pedra (planta baixa i amb porta d'arc rebaixat, flanquejada per llinda recta), cos intermedi separat de l'anterior per una balustrada de balcó corregut. Composició simètrica i balcons individuals de llinda recta i remat de finestres d'arc rebaixat entre motllures rectes i ràfec volat. Cantoneres treballades i l'espai entre balcons també. Aquesta façana gira a la terrassa fins a trobar la galeria. La terrassa es relaciona amb el carrer per pèrgola de pilarets dòrics i barana balustrada.